# Tipula (Platytipula) cylindrostylata
Tipula (Platytipula) cylindrostylata is een tweevleugelige uit de familie langpootmuggen (Tipulidae). De soort komt voor in het Palearctisch gebied.